# ان‌جی‌سی ۷۱۹۶
ان‌جی‌سی ۷۱۹۶ (انگلیسی: NGC 7196) یک کهکشان بیضوی است که در صورت فلکی هندی و در فاصله حدوداً ۱۵۰ میلیون سال نوری از زمین قرار دارد. این کهکشان توسط ستاره شناس انگلیسی جان هرشل در سال ۱۸۳۴ کشف شد.